# Municipio de Noble (Dakota del Norte)
El municipio de Noble (en inglés: Noble Township) es un municipio ubicado en el condado de Cass en el estado estadounidense de Dakota del Norte. En el año 2010 tenía una población de 74 habitantes y una densidad poblacional de 0,91 personas por km².

## Geografía
El municipio de Noble se encuentra ubicado en las coordenadas 47°11′38″N 96°53′13″O / 47.19389, -96.88694. Según la Oficina del Censo de los Estados Unidos, el municipio tiene una superficie total de 81.33 km², de la cual 81,33 km² corresponden a tierra firme y (0 %) 0 km² es agua.

## Demografía
Según el censo de 2010, había 74 personas residiendo en el municipio de Noble. La densidad de población era de 0,91 hab./km². De los 74 habitantes, el municipio de Noble estaba compuesto por el 97,3 % blancos, el 1,35 % eran amerindios y el 1,35 % eran de una mezcla de razas. Del total de la población el 0 % eran hispanos o latinos de cualquier raza.